# Кохнівська волость
Кохнівська волость — історична адміністративно-територіальна одиниця Кременчуцького повіту Полтавської губернії з центром у селі Піщане.

## Склад волості
Станом на 1885 рік складалася з 21 поселення, 8 сільських громад. Населення 8449 — осіб (4195 чоловічої та 4254 — жіночої), 1392 дворових господарства.
|                     | Площа, десятин | У тому числі орної, дес. |
| ------------------- | -------------- | ------------------------ |
| Сільських громад    | 10209          | 7052                     |
| Приватної власності | 3032           | 1277                     |
| Казенної власності  | 1322           | —                        |
| Іншої власності     | 97             | 43                       |
| Загалом             | 14710          | 8372                     |

Основні поселення волості:
- Піщане — колишнє державне село при річці Кагамлик за 6 верст від повітового міста, 1300 осіб, 246 дворів, школа, 3 постоялих будинки, 10 вітряних млинів. За 8 верст — лісова пристань з лавкою.
- Олексіївка — колишнє державне село при Кохнівських Буграх, 1000 осіб, 192 двори, 2 постоялих будинки, лавка, 6 вітряних млинів, 3 цегельних заводи.
- Богомолівка — колишнє державне село при річці Кагамлик, 1750 осіб, 243 двори, 2 православні церкви, 2 постоялих будинки, 13 вітряних млинів, 2 цегельних заводи.
- Велика Кохнівка — колишнє державне село при річці Кагамлик, 1200 осіб, 221 двір, православна церква, 2 постоялих будинки, лавка, 11 вітряних млинів.
- Савине — колишнє власницьке село при річці Кагамлик, 374 особи, 31 дворів, православна церква, 2 вітряних млини.